# Griselda (TV-serie)
Griselda är en amerikansk biografisk dramaserie från 2024. Första säsongen består av 6 avsnitt. Serien är skapad av Doug Miro, Eric Newman, Carlo Bernard och Ingrid Escajeda och hade premiär på strömningstjänsten Netflix den 25 januari 2024.

## Handling
Serien kretsar kring den begåvade och ambitiösa colombianska affärskvinnan Griselda Blancos liv, som medverkade i att skapa en av historiens mest lönsamma knarkkarteller.

## Rollista i urval
- Sofia Vergara - Griselda Blanco
- Vanessa Ferlito
- Juliana Aidén Martinez
- Alberto Guerra
- Alberto Ammann
- Christian Tappan
- Diego Trujillo
- Paulina Davila
- Gabriel Sloyer
- Martin Rodriguez
- José Zúñiga